# Baotou
Baotou selon la transcription en pinyin de (chinois : 包头市 ; pinyin : Bāotóu shì, également écrit 包頭, Paotow en français autrefois ; mongol : ᠪᠤᠭᠤᠲᠤ
ᠬᠣᠲᠠ, 中蒙通用转写 : Buɡutu xota, VPMC : Buɣutu qota, cyrillique : Бугат хот, MNS : Bugat khot) est la plus grande ville-préfecture de la région autonome de Mongolie-Intérieure en République populaire de Chine. Elle est située sur la rive au nord du fleuve Jaune. On y parle le dialecte de Baotou du Jin yu.

## Démographie
D'après le recensement de 2010, la population de la préfecture de Baotou qui s'étend sur un territoire de 27 768 kilomètres carrés est de 2 650 364 habitants, soit une densité de 95,4 habitants/km2.
La ville elle-même, composée de trois districts urbains sur une surface de 271 kilomètres carrés, compte 1 720 099 habitants, soit une densité de 6 347 habitants/km2.

## Subdivisions administratives
La ville-préfecture de Baotou exerce sa juridiction sur neuf subdivisions - six districts, un xian et deux bannières :
- le district de Kundulun - 昆都仑区 Kūndūlún Qū ;
- le district de Donghe - 东河区 Dōnghé Qū ;
- le district de Qingshan - 青山区 Qīngshān Qū ;
- le district de Shiguai - 石拐区 Shíguǎi Qū ;
- le district minier de Baiyun - 白云矿区 Báiyún Kuàngqū ;
- le district de Jiuyuan - 九原区 Jiǔyuán Qū ;
- le xian de Guyang - 固阳县 Gùyáng Xiàn ;
- la bannière droite de Tumd - 土默特右旗 Tǔmòtè Yòu Qí ;
- la bannière unie de Darhan Muminggan - 达尔罕茂明安联合旗 Dá'ěrhǎn Màomíng'ān Liánhé Qí.

| Carte                                 | #                        | Nom                 | Hanzi                         | Hanyu Pinyin | Population (2010) | Superficie (km2) | Densité (/km2) |
| ------------------------------------- | ------------------------ | ------------------- | ----------------------------- | ------------ | ----------------- | ---------------- | -------------- |
| Subdivisions adminstratives de Baotou |                          |                     |                               |              |                   |                  |                |
| 1                                     | Kundulun                 | 昆都仑区            | Kūndūlún Qū                   | 726,838      | 119               | 6,108            |                |
| 2                                     | Donghe                   | 东河区              | Dōnghé Qū                     | 512,045      | 85                | 6,024            |                |
| 3                                     | Qingshan                 | 青山区              | Qīngshān Qū                   | 481,216      | 67                | 7,182            |                |
| 4                                     | Shiguai                  | 石拐区              | Shíguǎi Qū                    | 35,805       | 619               | 57.8             |                |
| 5                                     | Baiyun                   | 白云鄂博矿区        | Báiyún Èbó Kuàngqū            | 26,050       | 303               | 86               |                |
| 6                                     | Jiuyuan                  | 九原区              | Jiǔyuán Qū                    | 195,831      | 1,776             | 110.3            |                |
| 7                                     | Binhe                    | 滨河新区            | Bīnhé Xīn Qū                  | 119,066      | 88                | 1353             |                |
| 8                                     | Guyang                   | 固阳县              | Gùyáng Xiàn                   | 175,574      | 5,021             | 35               |                |
| 9                                     | droite de Tumd           | 土默特右旗          | Tǔmòtè Yòu Qí                 | 276,453      | 2,368             | 116.7            |                |
| 10                                    | unie de Darhan Muminggan | 达尔罕茂明安 联合旗 | Dá'ěrhǎn Màomíng'ān Liánhé Qí | 101,486      | 17,410            | 5.8              |                |

## Activités minières et impacts environnementaux
Baotou est devenue la nouvelle capitale mondiale des terres rares. Ses mines détiennent 80 % des terres rares chinoises. L'impact de leur exploitation sur l'environnement et la santé des habitants fait l'objet de nombreuses critiques,.
Près de Baotou, un lac artificiel de boues, le barrage de Weikuang, d'une superficie de 10 kilomètres carrés, retient les déchets issus de l'extraction des métaux du minerai. Il a été construit dans les années 1950 sans l'épais revêtement imperméable qui est devenu la norme en Occident dans les années 1970. En hiver et au printemps, les boues s'assèchent. La poussière qui s'échappe alors du lac est contaminée par du plomb, du cadmium et d'autres métaux lourds, dont des traces de thorium radioactif. Inversement, pendant la saison des pluies estivales, les boues se recouvrent d'une couche d'eau qui se mélange à des poisons et du thorium. Ce mélange dangereux s'infiltre dans les eaux souterraines sous le lac. Ce lac de résidus, se trouve à onze kilomètres au nord du fleuve Jaune. 
En 2003, une étude révèle des troubles du développement intellectuel chez les enfants de Baotou touchés par la pollution industrielle des terres rares. Une autre étude de 2017 montre que les enfants de Baotou présentent encore des niveaux potentiellement nocifs de terres rares dans leurs urines.

## Transports

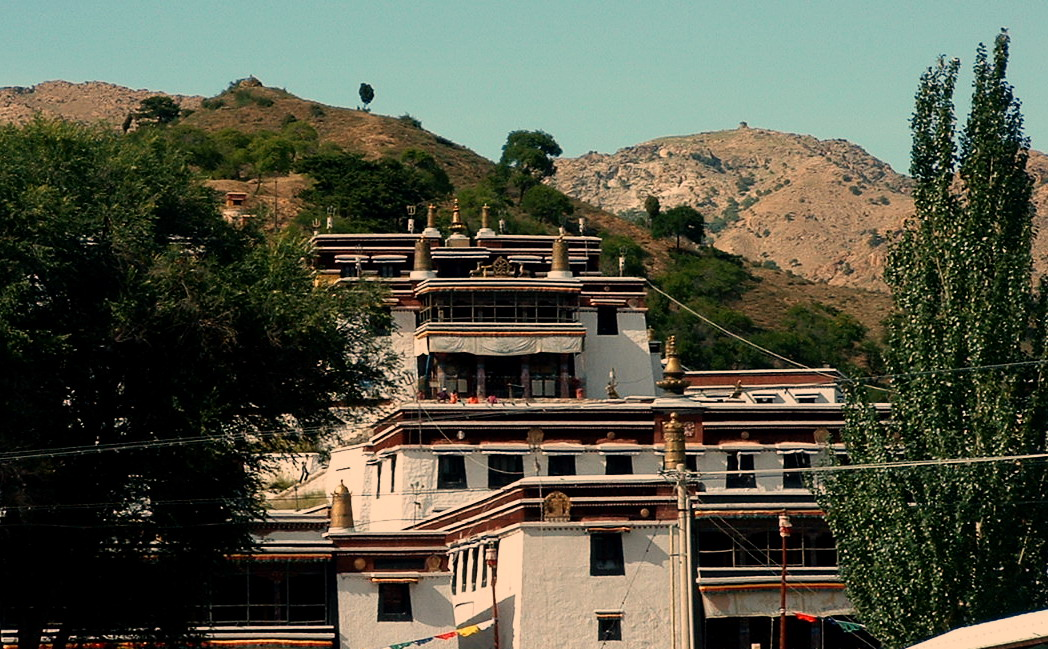
La lamaserie Wudang

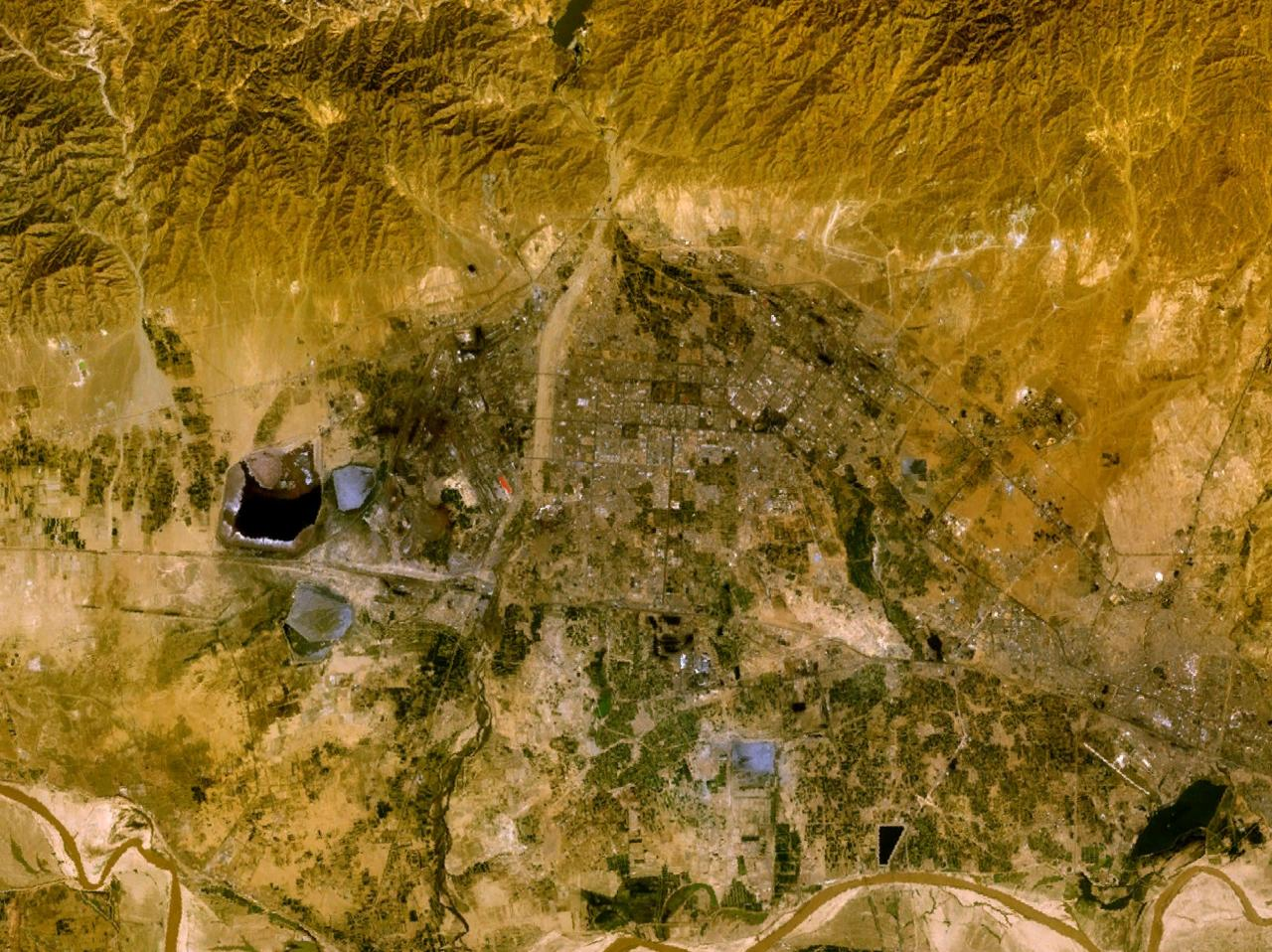
Baotou vu du ciel

### Voie ferrée
La ville met en place un réseau de métro (zh) dont les travaux des deux premières lignes ont commencé en mai 2017, sur lesquelles, 18 stations devraient ouvrir vers 2020 et devraient se terminer en 2022. Neuf lignes de métro sont déjà prévues pour une longueur totale de 182,5 km.
La gare de Baotou relie, entre autres, la ville à Pékin, Yinchuan (région autonome Hui du Ningxia) Lanzhou (province du Gansu) et Xi'an (province du Shaanxi).
Une seconde gare existe, la Gare de Baotou-Est

### Aérien
Le principal aéroport de Baotou est l'aéroport de Baotou (包头机场) (code IATA : BAV • code OACI : ZBOW), et lié à la ville par différentes lignes de bus et taxis, et sera également, à leurs ouvertures sur les lignes 1 et 2 du métro de Baotou.